# Danuta Lato
Danuta Lato (Szufnarowa, 1963. november 25.), ismertebb nevén csak Danuta, lengyel modell, énekesnő, alkalmi színésznő.

## Élete karrierje előtt
Danuta Irzyk néven látta meg a napvilágot, 1963-ban (egyes források szerint 1965-ben). Fiatal korában részmunkaidőben egy óvodában dolgozott. Később megismerkedett egy Gregor nevű német férfival, aki elvitte magával az NSZK-ba. Később Danuta élete szerelmének is nevezte a férfit.

## Modellkarrier
Első publikus megjelenése a Penthouse 1984-es októberi számában volt, ahol megjelent róla pár fotó, melyek hatalmas sikert arattak, hamar keresett modell lett.
Később számos filmben szerepelt, melyek lényegében csak miatta lettek sikeresek, többek között azért, mert Lato félmeztelenül szerepelt bennük. Egyetlen nem erotikus filmje a Soldier of Fortune című hatalmasat bukott akciófilm volt 1990-ben. A filmet sosem adta le magyar televízió.

## Énekesnői karrier
Színésznőként nem, énekesnőként viszont hatalmas sikereket ért el világszerte. Első dala a Touch My Heart azonnal sláger lett, és az Italo disco zenei stílus egyik legnagyobb örökzöldjévé vált. Mellette akkoriban olyan énekesnők jelentek meg a médiában mint Samantha Fox és Sabrina Salerno, így adott volt, hogy a szintén dús keblű Danuta is énekelni fog. Második sikere a Whenever You Go szinte az összes Italo disco válogatás albumon helyet kapott, majdnem akkora siker lett mint a Touch My Heart. Ezt aztán pár kevésbé sikeres (ám zeneileg sokkal profibb) dal követte, és máig furcsa módon nagylemeze sosem jelent meg.
A 80-as évek disco korszakának egyik legszínesebb egyénisége volt, Touch My Heart című dalával pedig örökre beírta magát a (ma csak retro disco-ként emlegetett) disco zene női tagjai közé.

## Napjainkban
Az 1990-es évek végén Danuta teljesen eltűnt a reflektorfényből, noha hivatalosan nem vonult vissza. Gregor már rég nem volt az élete része, ezt bizonyítja, hogy Danuta végül lengyel férfihoz ment feleségül. Egy lánygyermeket szült a férjének, házasságuk azonban azóta válással végződött. A legutóbbi hírek szerint napjainkban egy erlangeni egyetemi klinikán dolgozik, ahol a rehabilitációs program a szakterülete, ám a médiában azóta sem szerepelt.

## Danuta Lato dalai
- 1987 - Touch My Heart
- 1987 - I Need You
- 1988 - Broken Land
- 1988 - For Your Love
- 1988 - I Feel Your Love
- 1989 - Whenever You Go
- 1989 - Nobody's Woman

(Mindegyik megjelent kislemezként is, kivéve az I Feel Your Love-ot.)

## Magazin szereplések
- "Mayfair" (UK) - 1985
- "Gent" (USA) - 1985
- "Gent" (USA) - 1986
- "High Society" (West Germany) - 1986
- "Gent" (USA) - 1986
- "The Girls of Gent" (USA) - 1987
- "Gent" (USA) - 1987
- "Gent's Super Stars" (USA) - 1988
- "Gent" (USA) - 1991